# 파호뇨틴 로드

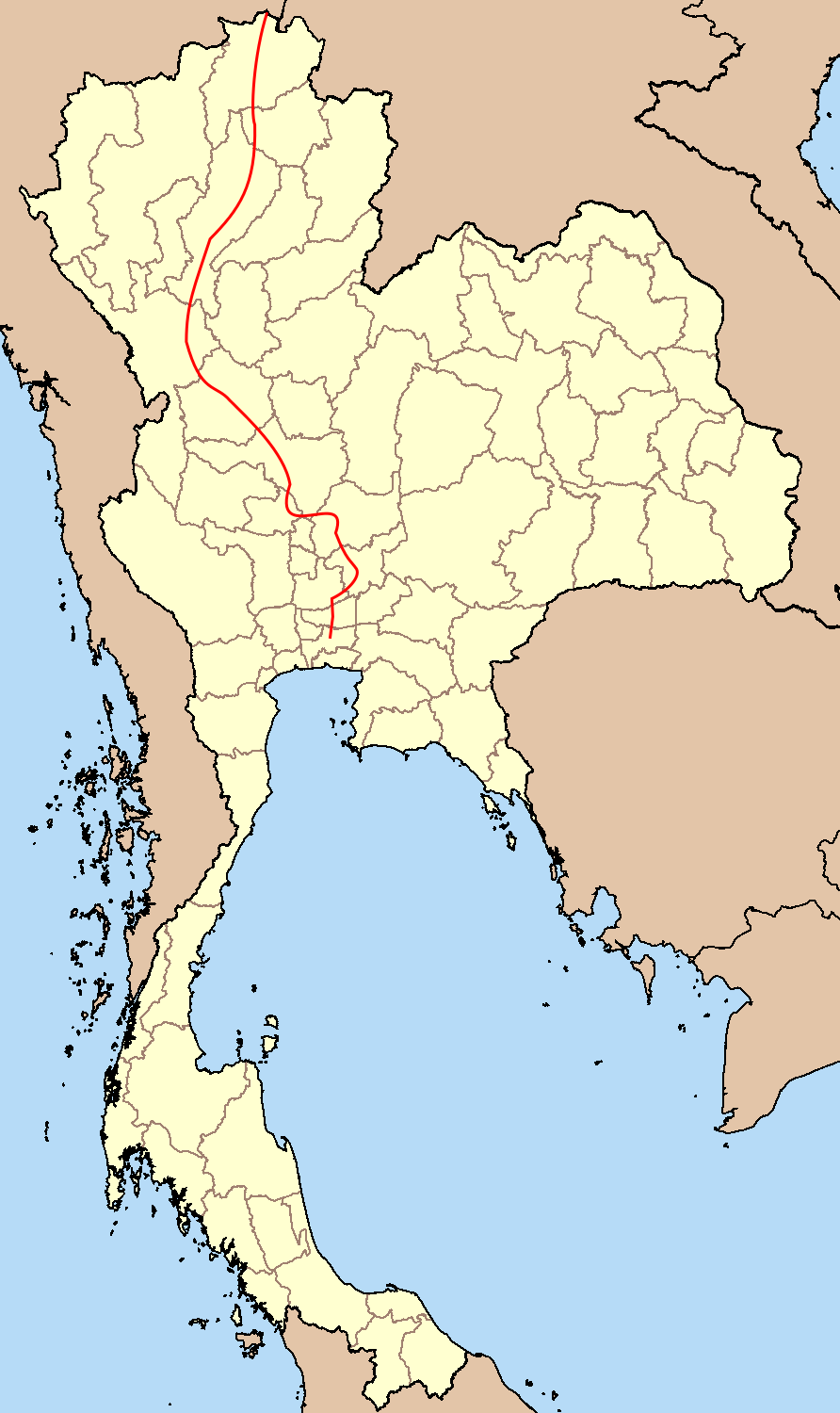

파호뇨틴 로드(Phahonyothin Road, 태국어: ถننพหלโ้ธinchin, RTGS: Thanon Phahon Yothin, 발음 [tʰā.nūn pʰā.hēn jōː.tʰīn]) 또는 1번 고속도로(하이웨이 1, Highway 1)는 방콕의 주요 도로이자 미트라팝 로드(고속도로 2), 수쿰빗 로드(고속도로 3) 및 펫 카셈 로드(고속도로 4)를 포함하는 태국의 4대 주요 고속도로 중 하나이다. 방콕의 전승기념탑 (방콕)에서 시작하여 북쪽으로 버마 국경까지 이어지며 총 길이는 1,005km(624마일)이다.

## 같이 보기
- 쿤밍 방콕 고속도로